# Ліг-Колям
Ліг-Колям (перс. ليه كلام) — село в Ірані, у дегестані Ушіян, у бахші Чабоксар, шагрестані Рудсар остану Ґілян. За даними перепису 2006 року, його населення становило 216 осіб, що проживали у складі 58 сімей.

## Клімат
Середня річна температура становить 13,86 °C, середня максимальна – 27,71 °C, а середня мінімальна – -0,49 °C. Середня річна кількість опадів – 896 мм.
| Клімат поселення                              | Клімат поселення | Клімат поселення | Клімат поселення | Клімат поселення | Клімат поселення | Клімат поселення | Клімат поселення | Клімат поселення | Клімат поселення | Клімат поселення | Клімат поселення | Клімат поселення | Клімат поселення |
| Показник                                      | Січ.             | Лют.             | Бер.             | Квіт.            | Трав.            | Черв.            | Лип.             | Серп.            | Вер.             | Жовт.            | Лист.            | Груд.            |                  |
| Середній максимум, °C                         | 10,52            | 9,64             | 11,31            | 16,58            | 21,17            | 25,88            | 27,71            | 27,52            | 23,62            | 20,25            | 15,52            | 11,31            |                  |
| Середня температура, °C                       | 5,46             | 4,57             | 6,25             | 11,52            | 16,10            | 20,82            | 23,66            | 23,46            | 19,57            | 16,20            | 11,46            | 7,24             |                  |
| Середній мінімум, °C                          | 0,40             | −0,49            | 1,19             | 6,47             | 11,05            | 15,76            | 19,60            | 19,40            | 15,52            | 12,14            | 7,40             | 3,19             |                  |
| Норма опадів, мм                              | 71               | 66               | 77               | 48               | 48               | 34               | 29               | 42               | 97               | 173              | 117              | 94               |                  |
| Середньомісячна швидкість вітру, м/с          | 2.26             | 2.50             | 2.60             | 2.51             | 2.40             | 2.23             | 2.17             | 2.16             | 2.09             | 2.00             | 2.11             | 2.15             |                  |
| Середньомісячна сонячна радіація, кДж/м²·день | 7494             | 9532             | 11633            | 15518            | 19076            | 20540            | 20906            | 18064            | 14651            | 10744            | 8911             | 7079             |                  |
| --------------------------------------------- | ---------------- | ---------------- | ---------------- | ---------------- | ---------------- | ---------------- | ---------------- | ---------------- | ---------------- | ---------------- | ---------------- | ---------------- | ---------------- |
| Джерело:                                      |                  |                  |                  |                  |                  |                  |                  |                  |                  |                  |                  |                  |                  |